# P4G
P4G – Partnering for Green Growth and the Global Goals 2030 er et netværk af lande, som ønsker at imødegå den globale opvarmning. Netværket har til formål at udvikle partnerskaber mellem erhvervsliv og regeringer, med henblik på at fremme konkrete løsninger på FN’s verdensmål og klimaaftalen fra Paris i 2015.
P4G adskiller sig afgørende fra hidtidige partnerskabsinitiativer på tre centrale punkter: 
1. P4G er forankret både nationalt i partnerlandene og internationalt ved et international sekretariat.
2. P4G fremmer konkrete offentlige-private partnerskaber via en partnerskabsfond og et unikt netværk.
3. P4G-topmøderne hvert andet år udgør en unik mulighed for udveksle erfaringer og udvikle nye konkrete partnerskaber.

## Historie
P4G blev oprettet på initiativ af den danske statsminister Lars Løkke Rasmussen, bl.a. som et modtræk mod den amerikanske præsident Trumps beslutning om at trække USA ud af Paris-klimaaftalen, og netværket blev præsenteret på FNs generalforsamling i september 2017.
Hvert andet år afholdes der topmøder mellem regeringscheferne, første gang vil blive 19.-20. oktober 2018 i København.
1. januar 2018 åbnede P4G et international sekretariat under navnet P4G Global Hub i Washington DC, hvorfra P4G's aktiviteter koordineres.
Danmarks udviklingsminister er medformand for P4G’s bestyrelsen, der formelt blev etableret i forbindelse med forårsmøderne i Verdensbanken i april. Bestyrelsen består af repræsentanter fra P4G-partnerlande, CEOs fra den private sektor og ledende globale institutioner, der skal bidrage til den strategiske udvikling af P4G.

## Aktiviteter og finansiering
P4G-aktiviteterne skal særligt fokusere på sektorerne landbrug, fødevarer, energi, byer, vand og cirkulær økonomi, gennem offentligt-private partnerskaber på tværs af sektorer og grænser.
Partnerskaberne vil kræve finansiering i stor skala. Det anslås at FNs verdensmål vil skabe et forretningspotentiale på 12 billioner US-dollar årligt for den private sektor. Inden 2030 forventes det, at den grønne omstilling i sig selv vil udgøre en økonomi på over 90 milliarder kroner, der kan skabe 380 millioner nye job, hvoraf 90 % vil være i udviklingslandene.

### Danmark
Hvert land opretter sin egen P4G-platform til at stå for involvering af relevante virksomheder og myndigheder. Den danske platform knyttes til det grønne brand State of Green og skal sørge for involvering fra erhvervslivet, forskningsverdenen, organisationer, kommuner, tænketanke, civilsamfund og statslige myndigheder. Den danske regering har afsat 25 mio. kr. årligt i perioden 2018-2022 til at udvikle partnerskaber. Bidraget fra Danmark går til P4G Partnerskabsfonden, som to gange årligt giver støtte til udvalgte partnerskaber, der har søgt om støtte.

## P4G-netværket

### Medlemslande
- Chile
- Danmark
- Etiopien
- Kenya
- Mexico
- Sydkorea
- Colombia
- Vietnam

### Lande og organisationer som støtter netværket
- Indonesien
- Kina
- C40-netværket af storbyer
- World Resources Institute
- Green Growth Institute
- World Economic Forum

## Eksterne links
- P4G omtale fra 3gf.dk
- FN’s sytten verdensmål
- State of Green, Danmarks officielle grønne brand